# Гастроезофагеальна рефлюксна хвороба
Гастроезофагеальна рефлюксна хвороба (ГЕРХ), або рефлюксна хвороба — це хронічне рецидивуюче захворювання, що проявляється симптомами запалення дистальних відділів стравоходу, та зумовлене порушеннями моторно-евакуаторної функції гастроезофагальної зони, що характеризується спонтаними або регулярно повторюваними закидами шлункового або дуоденального вмісту в стравохід, що призводить до пошкодження дистального відділу стравоходу з розвитком у ньому ерозивно-виразкових, катаральних і функціональних порушень (у тому числі езофагіту, пептичної виразки стравоходу, стравоходу Барретта, а також раку стравоходу). Гастроезофагеальна рефлюксна хвороба є найбільш поширеним захворюванням стравоходу; та характеризується як поліморфізмом клінічних проявів, наявністю як стравохідних, так і позастравохідних симптомів захворювання, довготривалим перебігом та часто стертими клінічними симптомами захворювання (що зумовлює пізнє звернення хворих за медичною допомогою), погіршення перебігу хронічних захворювань (бронхіальної астми, ІХС, цукрового діабету), а також гіпердіагностику хронічних захворювань (ІХС), призводити до розвитку важких ускладнень (пептичної виразки стравоходу, стриктури стравоходу, кровотечі з виразки стравоходу, передракового захворювання — стравоходу Баретта, а також розвитку аденокарциноми стравоходу); а в дітей у важких випадках може призводити до бронхо- та ларингоспазму, розвитку апное і стати причиною раптової смерті.

## Історія
Згадки про симптомокомплекс, який характерний для гастроезофагеальної рефлюксної хвороби, є ще у наукових працях Авіценни, у яких згадуються такі симптоми як печія та відрижка кислим і гірким. У 1839 році Альберт уперше виділив як самостійне захворювання рефлюкс кислого шлункового вмісту у стравохід, а в 1879 році Квінке вперше описав ерозивно-виразкові зміни в нижніх відділах стравоходу під час трьох патологоанатомічних розтинів як «виразки стравоходу, що спричинені перетравлюванням» та вперше вказав на їх зв'язок із травною дією шлункового соку. У 1906 році Тайлестон підтвердив спостереження Квінке та визначив гастроезофагальний рефлюкс як окреме захворювання, яке він називав «пептична виразка стравоходу». Термін «гастроезофагеальна рефлюксна хвороба» вперше запропонував у 1966 році Росетті. На VI об'єднаному європейському гастроентерологічному тижні в Бірмінгемі було висунуто лозунг: «ХХ століття — століття виразкової хвороби, ХХІ століття — століття ГЕРХ», а частина вчених назвала гастроезофагеальну рефлюксну хворобу «хворобою ХХІ століття» та іноді «хворобою третього тисячоліття». У жовтні 1997 року на міждисциплінарному конгресі в бельгійському місті Генвалі гастроезофагеальну рефлюксну хворобу офіційно визнано самостійною нозологічною одиницею та вперше було прийнято настанову по діагностиці та лікуванню ГЕРХ, заснована на принципі доказової медицини; а у 1999 році ГЕРХ офіційно включена до Міжнародної класифікації хвороб Х перегляду як самостійне захворювання із присвоєнням їй коду МКХ-10 К21 із поділом на ГЕРХ з езофагітом (код К21.0) та ГЕРХ без езофагіту (код К21.9). В Україні статистична реєстрація гастроезофагеальної рефлюксної хвороби почалась з 2009 року.

## Епідеміологія
Поширеність гастроезофагеагеальної рефлюксної хвороби у світі залишається стабільно високою, та, за різними оцінками (включно із неерозивною формою захворювання), складає від 20 до 50 % дорослого населення та від 2—4 до 8,7—49 % дитячого населення, причому максимальне поширення захворювання спостерігається в США та Західній Європі (20—40 % дорослого населення мають симптоми печії та ерозивного езофагіту, щоденно відчувають печію до 30 % осіб, а щомісячно близько 50 % осіб) (у країнах Східної Європи, за деякими оцінками, цей показник може сягати 60 %), а найменше в азійських країнах — Китаї (близько 2,5 % населення) та Кореї (близько 3,5 % населення). В Японії ендоскопічно позитивна ГЕРХ виявляється у 16,5 % населення. У Росії, за різними оцінками, поширеність ГЕРХ складає від 40 до 60 % населення (так, у Новосибірську, симптоми печії відчувають 61,7 % чоловіків і 63,6 % жінок, у Москві поширеність ГЕРХ оцінюють у 23,6 % дорослого населення). В Україні поширеність печії серед дорослого населення становить за деякими клінічними дослідженнями 30 %, офіційна кількість зареєстрованих хворих складає 10 на 1000 населення, вірогідних даних за поширення ГЕРХ у дітей в Україні немає.

## Етіологія і патогенез
Основним етіологічним чинником розвитку гастроезофагеальної рефлюксної хвороби є порушення моторики верхніх відділів шлунково-кишкового тракту, а насамперед із розслабленням нижнього сфінктера стравоходу. Гастроезофагеальний рефлюкс може бути нормальним фізіологічним явищем, коли він є короткочасним, не супроводжується неприємними відчуттями, та коли його частота не перевищує 50 випадків на добу або 4,2 % тривалості часу спостереження рефлюксу, а тривалість не перевищує 20 секунд. Фізіологічний гастроезофагеальний рефлюкс спрямований на звільнення шлунку від надлишку повітря, їжі або рідини. Гастроезофагеальну рефлюксну хворобу поділяють також на первинну, пов'язану з первинним порушенням замикальної функції нижнього сфінктера стравоходу (переважно пов'язаним із зниженням чутливості сфінктера до пресорних речовин або невідомої етіології); та вторинну, який виникає на фоні інших патологічних процесів (хімічного впливу, деструктуризації сфінктера, пов'язаного із захворюваннями, прийомом медикаментів, оперативним втручанням та іншими причинами).
До факторів, які є безпосередніми причинами ГЕРХ, та сприяють розвитку її нових симптомів, відносяться:
- Ковзна кила стравохідного отвору діафрагми;
- Стани, пов'язані з підвищенням внутрішньочеревного тиску (вагітність, ожиріння, підвищений метеоризм, використання корсетів та бандажів), у тому числі великі кисти та пухлини черевної порожнини та позаочеревинного простору;
- Порушення кліренсу стравоходу;
- Порушення випорожнення шлунку та патологія гастродуоденальної зони (виразкова хвороба, дуодено-гастральний рефлюкс, дуоденостаз), жовчнокам'яна хвороба;
- Пошкоджуюча дія рефлюктату (вмісту шлунку або дванадцятипалої кишки), який закидається у стравохід;
- Нераціональне харчування: споживання гострої та жирної їжі, цитрусових, томатів, швидке споживання їжі та переїдання; зловживання алкогольними та газованими напоями; зловживання палінням;
- Інтенсивні фізичні навантаження;
- Вимушені пози під час професійної або побутової діяльності, що пов'язані з нахилом тулуба вперед;
- Психоемоційне напруження;
- Вживання лікарських препаратів, які знижують тонус сфінктера стравоходу (блокатори кальцієвих каналів, бета-блокатори, теофілін, нітрати, м-холінолітики, нестероїдні протизапальні засоби, седативні та снотворні засоби, пероральні кортикостероїди);
- Оперативні втручання на стравоході, тривале застосування назогастрального зонду, бужування стравоходу; Підвищення рівня у крові гастроінтестинальних гормонів (глюкагону, соматостатину, холецистокініну, секретину, вазоактивного інтестинального гормону, енкефаліну)[17];
- Герпесвірусна інфекція та грибкові ураження стравоходу.[18]
- Інші захворювання, при яких порушується тонус сфінктера стравоходу — системна склеродермія[9][12], синдром Шегрена, гіпотиреоз, нецукровий діабет[20], цукровий діабет.[14][26]

Згідно з даними клінічних досліджень, сприятливим фактором розвитку гастроезофагеальної рефлюксної хвороби є жіноча стать, а також похилий вік. У дитячому віці найчастішими факторами розвитку ГЕРХ за даними клінічних досліджень є спадкова схильність, патологічний перебіг вагітності, від якої народилась дитина, раннє штучне вигодовування, наявність у дитини неврологічної симптоматики протягом першого року життя, порушення режиму харчування, недиференційована дисплазія сполучної тканини, а також паразитарна інвазія. За даними частини клінічних дсліджень, також може сприяти виникненню ГЕРХ як у дорослих, так і у дітей, наявність інфекції Helicobacter pylori, хоча значна частина дослідників не підтверджує цей факт.
У патогенезі гастроезофагеальної рефлюксної хвороби значну роль відіграє недостатність нижнього сфінктера стравоходу, пов'язане із зниженням тиску в ділянці кардіального відділу шлунку та нижнього стравохідного сфінктера, а також порушення перистальтики стравоходу, наслідком якого є порушення стравохідного кліренсу. Внаслідок ослаблення сфінктера стравоходу виникає рефлюкс вмісту шлунку в стравохід, що підвищує час контакту слизової оболонки стравоходу з кислотою та призводить до формування езофагіту, який підсилює зниження тиску в ділянці нижнього стравохідного сфінктера, що призводить до подальшого посилення рефлюксу. Велике значення у патогенезі ГЕРХ надається так званим спонтанним релаксаціям стравохідного сфінктера, які транзиторно виникають протягом доби. У нормі кількість таких релаксацій не повинна перевищувати 50 епізодів на добу (переважно спостерігається 20—30 епізодів), а при розвитку ГЕРХ кількість таких епізодів може становити 200—400 на добу, та залежать від інгібуючого трансмітера NO, який розслабляє нижній стравохідний сфінктер. У подальшому розвитку симптомів ГЕРХ значну роль відіграє також хімічний склад рефлюктату. Епітелій стравоходу може пошкоджуватися соляною кислотою, яка входить до складу шлункового соку, що пов'язано зі здатністю іонів водню проникати в цитоплазму клітин епітелію, що призводить до їх загибелі. У нормі апікальна мембрана клітин епітелію стравоходу стійка до дії кислоти, але разом із вмістом шлунку у просвіт стравоходу потрапляє пепсин, який має здатність пошкоджувати міжклітинні сполучні структури епітелію, що сприяє проникненню іонів водню всередину клітин епітелію та їх подальшому некрозу. Підвищує ймовірність ушкодження слизової стравоходу також наявність у рефлюктаті жовчних кислот, трипсину та інших панкреатичних ферментів, лізолецитину та інших складових шлункового та дуоденального соку. Значну роль у розвитку симптомів захворювання відіграє тривалість закиду шлункового або дуоденального вмісту у просвіт стравоходу. У нормі зниження рН стравоходу до 4 становить 4,2 % часу дослідження, при гастроезофагальній рефлюксній хворобі рН стравоходу утримується на рівні 4 і нижче значно триваліший час, при закиді дуоденального вмісту рН стравоходу підвищується до 7,5; обидва ці фактори сприяють прогресуванню симптомів ГЕРХ. Початковою формою гастроезофагеальної рефлюксної хвороби є неерозивний езофагіт; наступною по важкості стадією захворювання є ерозивний езофагіт; у подальшому прогресування симптомів захворювання призводить до метаплазії епітелію стравоходу і розвитку стравоходу Барретта, частота якого становить 15—20 % хворих езофагітом; при прогресуванні дисплазії у хворих може розвинутись аденокарцинома стравоходу, частота якого може становити 0,5 % у хворих із низьким ступенем дисплазії епітелія стравоходу та 6 % у хворих із високим ступенем дисплазії.

## Класифікація
Загальноприйнятої класифікації гастроезофагеальної рефлюксної хвороби не існує. Гастроезофагеальну рефлюксну хворобу по причинах її виникнення поділяють на первинну ГЕРХ та вторинну. Ендоскопічно гастроезофагеальна рефлюксна хвороба поділяється на ГЕРХ без езофагіту (або ендоскопічно негативну) та ГЕРХ із езофагітом (або ендоскопічно позитивну). По вираженості ендоскопічних змін ГЕРХ із езофагітом поділяють згідно Лос-Анджелеської ендоскопічної класифікації езофагіту, затвердженої в 1994 році:
- Ступінь А — дефект слизової оболонки (один чи більше) розміром менше ніж 5 мм, обмежений однією складкою слизової оболонки стравоходу;
- Ступінь В — дефекти слизової оболонки розміром понад 5 мм, які не виходять за межі 2 складок;
- Ступінь С — дефекти слизової оболонки, які виходять за межі двох складок, але захоплюють менше ніж 75 % окружності стравоходу;
- Ступінь D — дефекти слизової оболонки, які захоплюють 75 % і більше окружності стравоходу.

У класифікацію гастроезофагеальної рефлюксної хвороби також включаються ускладнення ГЕРХ, до яких відносять стравохідну кровотечу, перфорацію стравоходу, метаплазію слизової оболонки (стравохід Баррета), медіастиніт, непрохідність стравоходу, виразка стравоходу.
Використовується також ендоскопічна класифікація езофагіту по ступені важкості по Savary-Miller:
- І ступінь — окремі ерозії, які не зливаються і/або еритема дистального відділу стравоходу;
- ІІ ступінь — зливні, але такі, що не охоплюють більшу частину слизової оболонки, ерозії;
- ІІІ ступінь — ерозивні ураження нижньої третини стравоходу, які зливаються та охоплюють усю поверхню слизової оболонки стравоходу;
- IV ступінь — хронічна виразка стравоходу, циліндрична (шлункова або кишкова) метаплазія слизової оболонки стравоходу (стравохід Барретта).

## Клінічна симптоматика
Клінічні прояви гастроезофагеальної рефлюксної хвороби може включати в себе як стравохідні, так і позастравохідні симптоми (які іноді називаються атиповими симптомами).
Серед типових стравохідних симптомів ГЕРХ найпоширенішим є печія. За деякими оцінками, вона спостерігається у 83 % хворих ГЕРХ. Серед пацієнтів з ревматологічними захворюваннями, особливо тих, що постійно приймають нестероїдні протизапальні препарати, печія спостерігається у 50 % випадків (щоправда, у більшості випадків після дообстеження встановлюється наявність виключно функціональної печії без ознак езофагіту). Печія у хворих ГЕРХ повторюється регулярно, і її частота складає не рідше 2 разів на тиждень, з'являється та посилюється печія переважно через 1—1,5 години після їжі або вночі, посилюється при нахилах тулуба, при вживанні алкогольних напоїв і курінні тютюну, та зменшується після вживання антацидів або їжі з лужною реакцією. Іншим характерним симтомом ГЕРХ є відрижка (або регургітація), яка може бути як повітрям, так і їжею; як кислим, так і гірким. Більш характерною для ГЕРХ є відрижка кислим, але може також спостерігатись відрижка повітрям та аерофагія. Регургітація, особливо у дітей, може супроводжуватися гіперсалівацією. Часто (за деякими оцінками до 65 % хворих) спостерігаються скарги на біль за грудиною з іррадіацією в міжлопаткову область, шию, нижню щелепу, ліву половину грудної клітки. Біль за грудиною при ГЕРХ виникає або посилюється в положенні лежачи, і не знімається прийомом нітратів, чим відрізняється від болю при стенокардії. При ГЕРХ також може спостерігатись відчуття тиснення за грудиною в ділянці її нижньої третини, солоний або мильний присмак у роті, метеоризм, нудота і блювання. При ГЕРХ може спостерігатися також одинофагія (болючість при проходженні їжі по стравоходу). Рідше при гастроезофагеальній рефлюксній хворобі спостерігається дисфагія, яка може свідчити про важкий та ускладнений перебіг хвороби, гикавка, відчуття клубка в горлі, біль у щелепах, гіркота в роті, жовтий наліт на язиці.
Позастравохідні симптоми гастроезофагеальної рефлюксної хвороби є досить різноманітними, та особливо часто зустрічаються у хворих літнього віку із збільшенням частоти розвитку факторів ризику ГЕРХ, а також на фоні розвитку супутньої патології, для лікування якої застосовуються лікарські препарати, які підвищують ризик гастроезофагеального рефлюксу. Позастравохідні симптоми ГЕРХ більшість авторів досліджень поділяють на 4 так звані «позастравохідні маски» захворювання: отоларингологічну, кардіологічну, бронхолегеневу та стоматологічну.
Отоларингологічні симптоми ГЕРХ, на думку багатьох авторів, є найбільш різноманітними та найпоширенішими. Так, охриплість голосу реєструється у 71 % випадків ГЕРХ, відчуття «клубка» в горлі у 47–78 % випадків, хронічне покахикування у 51 % випадків, підвищене слизоутворення у 42 % випадків, реєструються також дисфонія, ларингоспазм, афонія, біль у шиї, хронічний фарингіт та ларингіт, виразки та гранульоми голосових зв'язок, стеноз гортані. Характерною особливістю уражень ротоглотки при ГЕРХ, особливо у дітей, є локалізація запальних змін по задній стінці глотки. Причиною виникнення цих симптомів, на думку частини авторів, є фаринго-ларингеальний рефлюкс, який виникає внаслідок проникнення гастроезофагеального рефлюктату через верхній сфінктер стравоходу. Слизова оболонка верхніх дихальних шляхів більш чутлива до пошкоджуючої дії рефлюктату, що й зумовлює високу частоту оториноларингологічних симптомів ГЕРХ, а також може впливати на підвищення імовірності виникнення папіломатозу голосових зв'язок, рубцевого стенозу гортані та раку гортані.
Серед позастравохідних симптомів гастроезофагеальної рефлюксної хвороби часто спостерігаються також бронхолегеневі симптоми, викликані езофагопульмональним рефлексом, причиною якого є як безпосередній подразнюючий вплив рефлюктату на верхні дихальні шляхи, так і езофагобронхіальний рефлекс, спровокований потраплянням кислого шлункового вмісту у стравохід. Найчастіше бронхопульмональні симптоми ГЕРХ характеризуються появою кашлю (особливо в нічний час), формування бронхообструктивного синдрому, пневмофіброзу, іноді також приступами нічного апное. Встановлено, що невмотивований хронічний кашель у багатьох випадках зумовлений ГЕРХ. Механізм виникнення кашлю при ГЕРХ полягає у подразненні рецепторів верхніх дихальних шляхів, які по аферентних шляхах досягають кашльового центру, від якого збудження передається до дихального центру, від яких збудження передається по еферентних шляхах до м'язів глотки, бронхів, дихальних м'язів та діафрагми. Значна частина дослідників вказують, що гастроезофагеальна рефлюксна хвороба є триггером розвитку бронхіальної астми. Механізм розвитку бронхіальної астми у хворих на ГЕРХ пов'язують із мікроаспірацією у дихальні шляхи вмісту стравоходу під час рефлюксу, і рефлекторним впливом аспірації стравохідного вмісту на бронхи через n. vagus. Посилення приступів бронхіальної астми у хворих ГЕРХ спостерігається переважно вночі, коли хворі перебувають у горизонтальному положенні, що сприяє посиленню рефлюксу вмісту шлунку в стравохід; а також зменшується частота ковтальних рухів, що збільшує тривалість дії шлункового вмісту на стравохід, що посилює явища бронхоспазму за рахунок мікроаспірації та нейрорефлекторних механізмів. Окрім цього, у 70 % хворих бронхіальною астмою спостерігається печія, а у 60 % хворих бронхіальною астмою при обстеженні виявляється кила стравохідного отвору діафрагми. За даними багатогодинної рН-метрії стравоходу встановлено, що більшість нападів ядухи при бронхіальній астмі збігається з рефлюксами шлункового вмісту, а при тривалому обстеженні хворих бронхіальною астмою виявлено, що 33–90 % із них мають одночасно і ГЕРХ.
Кардіологічні симптоми при гастроезофагеальній рефлюксній хворобі є досить частим проявом захворювання, особливо у пацієнтів літнього віку, в яких вони можуть імітувати приступи стенокардії або прояви інших серцево-судинних захворювань. За даними клінічних досліджень, загрудинний біль при ГЕРХ спостерігається у 40—50 % хворих. Причиною появи кардіальних симптомів при ГЕРХ може бути езофагокардіальний рефлекс, зумовлений потраплянням кислого шлункового вмісту у стравохід. Характерними симптомами ГЕРХ можуть бути загрудинний біль, який не знімається нітрогліцерином (а в деяких випадках і посилює біль), приступів тахікардії, аритмії, задишки в момент гастроезофагеального рефлюксу. Згідно даних ЕКГ та коронарографії, у більшості таких хворих відсутні зміни в коронарних судинах, але при дообстеженні таких хворих у більшості випадків виявляється патологія стравоходу. Але часто у хворих ГЕРХ одночасно діагностується й ІХС, у таких випадках причину загрудинного болю можна визначити лише за допомогою спеціальної фармакологічної проби для діагностики ГЕРХ з інгібітором протонної помпи (найчастіше рабепразолом).
При гастроезофагеальній рефлюксній хворобі можуть спостерігатися також різноманітні стоматологічні симптоми. До уражень порожнини рота при ГЕРХ відносяться карієс та ерозії емалі зубів, пародонтоз та пародонтит, стоматит та гінгівіти, афти порожнини рота, зміни сосочків язика, печіння язика, а також галітоз (неприємний запах із рота). Причиною появи стоматологічних порушень при ГЕРХ є зміни фізико-хімічних властивостей слини (її мінерального складу та в'язкості), а також зміни рН слини (зниження рН менше 7) при гастроезофагеальному рефлюксі.

## Діагностика

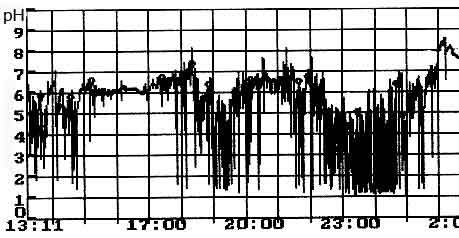
Фрагмент добової рН-метрії стравоходу у хворого з гастроезофагеальною рефлюксною хворобою

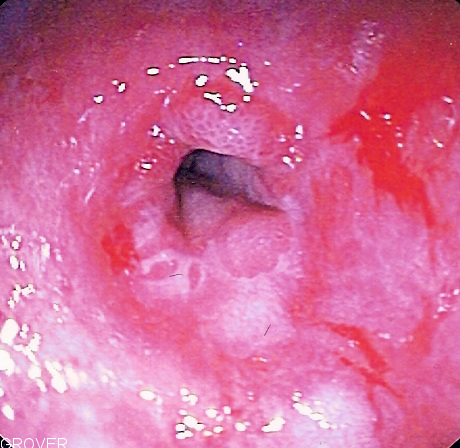
Стриктура (звуження) стравоходу в ділянці його з'єднання зі шлунком, яке є ускладненням гастроезофагеальної рефлюксної хвогроби

Натепер не існує обстеження, яке б рахувалось «золотим стандартом» діагностики гастроезофагеальної рефлюксної хвороби. У минулому таким обстеженням вважався добовий рН-моніторинг стравоходу, який полягає у введенні в дистальні відділи стравоходу рН-зонда та його фіксації в цій ділянці на тривалий час (найефективніше — не менше ніж 24 години), що дозволяє виявити кількість та тривалість патологічних рефлюксів, коефіцієнт закислення стравоходу (співвідношення часу, при якому рН стравоходу знаходиться на рівні 4,0 і нижче, до загального часу дослідження, виражене у процентах) та час тривалості закислення. Проте у деяких хворих із задокументованою печією добовий моніторинг рН стравоходу не виявляє відхилень від норми. Причиною цього часто може бути закиди слабокислого, лужного рефлюктату, або газові рефлюкси. Для удосконалення дослідження інтраезофагеальної рН застосовуються нові методи її моніторингу, зокрема імпеданс-рН-метрія та застосування радіокапсули «Bravo». При ймовірності рефлюксу жовчі у стравохід застосовується також метод внутрішньостравохідної біліметрії, який допомагає виявленню у складі рефлюктату білірубіну.
Одним із найважливіших методів діагностики гастроезофагеальної рефлюксної хвороби залишається ендоскопічний метод. Хоча й у більшості хворих, що мають скарги на печію, чи інші симптоми, які характерні для ГЕРХ, при ендоскопічному дослідженні не виявляють патологічних змін слизової оболонки стравоходу, ендоскопічне дослідження навіть у випадку ендоскопічно негативної форми захворювання дозволяє краще оцінити тактику і тривалість лікування хворих. При наявності у хворих симптомів дисфагії, одинофагії, болю за грудиною, похудання, анемії, блювання, зниження апетиту, наявності або підозри на утворення об'ємного утвору, іншій атиповій симптоматиці; а також при неефективності лікування, хворим після 40 років та при передопераційній підготовці ендоскопічне обстеження стравоходу є обов'язковим. Для більш точної діагностики структурних особливостей ураження слизових оболонок при ГЕРХ застосовується також метод хромоендоскопії. Цей метод застосовується у випадку підозри на виникнення у хворого стравоходу Барретта або раку стравоходу, і полягає у розпиленні у стравоході барвників, найчастіше метиленового синього або розчину Люголя. Забарвлення нормального епітелію стравоходу даними барвниками відрізняється від забарвлення метаплазованого епітелію та епітелію ерозій, езофагіту та пухлин стравоходу. Для уточнення результатів ендоскопічного дослідження при ЕГДС одночасно проводиться також гістологічне дослідження слизової оболонки стравоходу.
Важливим методом діагностики гастроезофагеальної рефлюксної хвороби є рентгенологічне обстеження стравоходу. Хоча рентгеноскопія не має самостійного значення в діагностиці ГЕРХ, а лише дає змогу зафіксувати епізоди рефлюксу, наявність яких не підтверджує, а відсутність не виключає ГЕРХ, та не є достатньо чутливим та специфічним для діагностики запалення стравоходу, рентгеноскопія є найбільш інформативним методом для діагностики кили стравохідного отвору діафрагми та допомагає у диференційній діагностиці з іншими хворобами стравоходу (ахалазії кардії, дивертикулів, стриктур та інших захворювань), особливо у виключенні інфільтративних форм раку стравоходу, який не виявляється під час ендоскопічного та морфологічного дослідження. Рентгенологічне обстеження має вирішальне значення при виборі об'єму і тактики хірургічного лікування анатомічних порушень у ділянці з'єднання стравоходу зі шлунком.
Рідше для діагностики гастроезофагеальної рефлюксної хвороби застосовується манометрія стравоходу, що полягає у вимірюванні тиску в дистальному відділі стравоходу, часто із провокаційною пробою (компресією живота). У нормі тиск у дистальному відділі стравоходу вищий, ніж у шлунку, а у випадку ГЕРХ ці показники вирівнюються. Недоліком методу є необхідність введення катетера в порожнину стравоходу, що може спровокувати появу рефлюксу. Це обстеження проводиться для визначення положення рН-зонда у стравоході, визначення причин неефективності лікування хворих ГЕРХ, диференційної діагностики порушень моторики стравоходу, обстеженні хворих із некардіальним болем у грудній клітці та перед хірургічним лікуванням пацієнтів із порушенням моторики стравоходу.
Натепер важливу роль у діагностиці гастроезофагеальної рефлюксної хвороби відіграє ІПП-тест, який полягає у пробному застосуванні інгібіторів протонної помпи протягом 7—14 днів у випадку підозри на ГЕРХ. Найчастіше для такого пробного лікування застосовується рабепразол, оскільки при його застосуванні спостерігається найшвидше досягнення антисекреторного ефекту. При позитивному ефекті від такого пробного лікування у хворих діагностується ГЕРХ. Таке пробне лікування показано хворим молодого віку, а також хворим із поєднанням ГЕРХ із ІХС або бронхіальною астмою, яким важко провести добовий рН-моніторинг стравоходу або ЕГДС. ІПП-тест не проводиться у випадку атипових симптомів захворювання або підозри на наявність пухлини стравоходу.
При гастроезофагеальній рефлюксній хворобі, як і при інших кислотозалежних захворюваннях, рекомендовано проводити тест на наявність Helicobacter pylori. Виявлення гелікобактерної інфекції особливо показано при тривалому застосуванні інгібіторів протонної помпи, оскільки при тривалому застосуванні цих препаратів на фоні гелікобактерної інфекції спостерігаються атрофічні зміни слизової оболонки шлунку.
Значно рідше у діагностиці ГЕРХ застосовується сцинтиграфія стравоходу. Принцип методу заснований на пероральному прийомі міченої технецієм-99 білкової суміші. Цей метод є досить інформативним для виявлення затримки кліренсу стравоходу, та аспірації, пов'язаної з ГЕРХ. Проте даний метод не має стандартизованої методики та не має вікових нормативів.
У літературі описано використання у діагностиці ГЕРХ також мультиспіральної комп'ютерної томографії, магнітно-резонансної томографії, дипіридамол-талієва-201 томографія, електрогастрографія, методика балонної кімографії та ряд інших досліджень, але ці методики не отримали широкого розповсюдження через дороговартісність та малодоступність обладнання для їх проведення.

## Лікування
Лікування хворих гастроезофагеальною рефлюксною хворобою повинно бути комплексним та тривалим, і включати модифікацію способу життя, медикаментозну терапію, дієтотерапію та за необхідності оперативне лікування.
Модифікація способу життя у хворих на ГЕРХ включає у першу чергу зниження маси тіла та уникнення переїдання, рекомендовано 4—5 разове харчування невеликими порціями. Хворим не рекомендовано їсти перед сном, а після прийому їжі не рекомендовано протягом 1 години лежати та нахилятися. Хворим не рекомендовано піднімати більше 8—10 кілограмів, не носити тугих поясів, бандажів, корсетів та тісного одягу. Для зменшення вираженості рефлюксу хворим рекомендовано спати із піднятим підголовником ліжка на 15 сантиметрів, причому піднятою повинна бути вся верхня половина тіла, оскільки піднімання лише голови призводить до підвищення тиску в черевній порожнині, та внаслідок цього — до збільшення рефлюксу.
У дієтичному харчуванні хворих на ГЕРХ велике значення має як склад їжі, так і режим харчування та спосіб кулінарної обробки їжі. Хворим ГЕРХ не рекомендується вживання їжі, багатої органічними кислотами, грубою клітковиною, тугоплавкими жирами, копчену, солону та смажену їжу, газовані напої, кислі соки, шоколад, каву, цибулю, часник, пиво, вино (особливо шампанське та інші ігристі вина), житній хліб. Дозволяється вживання вареної або тушкованої їжі (без соусів та спецій). Для покращення репаративних процесів у слизовій оболонці стравоходу рекомендовано збільшити у раціоні вміст продуктів із вітамінами А та Е, каротиноїдами, лецитином, омега-3 ненасиченими жирними кислотами. Не рекомендовано вживання холодних або дуже гарячих страв. При важких формах ГЕРХ рекомендовано вживання виключно протертих страв невеликими порціями та виключення із раціону будь-яких продуктів, які стимулюють шлункову секрецію.
У медикаментозній терапії ГЕРХ провідне місце посідають інгібітори протонної помпи. Згідно зі Гштадськими рекомендаціями з лікування ГЕРХ від 2008 року усім хворим ГЕРХ рекомендується прийом інгібіторів протонної помпи на термін, залежний від ступеню ураження стравоходу. У випадку встановлення діагнозу неерозивної форми ГЕРХ та езофагіту ступеня А і В хворим рекомендовано прийом інгібіторів протонної помпи у стандартній дозі терміном від 4 до 8 тижнів, при виявленні езофагіту ступеня С або D рекомендовано прийом інгібіторів протонної помпи терміном не менше 8 тижнів, із подальшим переходом до підтримуючої терапії згідно тактики «step-down», або «крок униз» (тобто із поступовим зменшенням дози препаратів до підтримуючої дози) строком до 3—6 місяців. У випадку легших форм захворювання хворим рекомендовано застосування інгібіторів протонної помпи на вимогу, тобто виключно при появі скарг — печії або інших симптомів ГЕРХ. У лікуванні ГЕРХ застосовують переважно 5 препаратів з групи інгібіторів протонної помпи — омепразол, лансопразол, пантопразол, рабепразол, езомепразол; із 2009 року для лікування ГЕРХ застосовується також оптичний ізомер лансопразолу декслансопразол.
У випадку легких форм ГЕРХ можливе застосування також блокаторів H2-гістамінових рецепторів, хоча їх застосування натепер обмежене у зв'язку із нижчою кислотознижуючою дією та більшою кількістю побічних ефектів, появі синдрому відміни та звикання до препаратів, формування грубої рубцевої тканини у місці ерозій та виразок. В Україні з препаратів даної групи натепер доступними є ранітидин та фамотидин, в інших країнах доступними є циметидин та нізатидин. У медичній літературі зустрічаються рекомендації щодо сумісного застосування інгібіторів протонної помпи і блокаторів Н2-гістамінових рецепторів для профілактики нічних кислотних проривів.
Для полегшення симптомів захворювання та покращення моторики травної системи у лікуванні ГЕРХ, переважно у комбінації з інгібіторами протонної помпи, застосовують також прокінетики. Найчастіше з них застосовується блокатор дофамінергічних рецепторів домперидон, який не проникає через гематоенцефалічний бар'єр та краще переноситься хворими. У лікуванні ГЕРХ також можуть застосовуватися метоклопрамід та ітоприд, який є блокатором як дофамінових рецепторів, так і блокатором ацетилхолінестерази.
Для полегшення симптомів захворювання у лікуванні ГЕРХ застосовуються також антациди. Самостійного значення у лікуванні ГЕРХ ці препарати не мають, а застосовуються переважно для зняття симптомів печії або кислої відрижки. У лікуванні ГЕРХ переважно застосовуються антациди, які не всмоктуються, і є сполуками магнію або алюмінію. Застосовуються як антациди і препарати альгінатів — похідні альгінової кислоти, джерелом яких є бурі водорості з роду ламінарія.
У лікуванні ГЕРХ можуть застосовуватися препарати, які є репарантами слизової оболонки травної системи (ребаміпід), у випадку рефлюксу жовчі застосовуються препарати урсодезоксихолевої кислоти, у випадку розвитку захворювання на фоні психоемоційних розладів рекомендовано застосування сульпіриду, при недостатній ефективності інгібіторів протонної помпи рекомендовано використання агоніста ГАМК-рецепторів баклофену для посилення контролю за спонтанними релаксаціями нижнього стравохідного сфінктера.
У медикаментозному лікуванні важливе місце займає відміна ліків, які негативно впливають на моторику стравоходу та знижують тонус нижнього стравохідного сфінктера. До таких ліків відносяться пролонговані нітрати, блокатори кальцієвих каналів, теофілін, прогестерон, антидепресанти, препарати з ментолом. Окрім цього, частина лікарських препаратів (нестероїдні протизапальні препарати, доксициклін, бісфосфонати) безпосередньо ушкоджують слизову оболонку стравоходу, тому їх застосування також необхідно уникати або обмежувати.
Хірургічне лікування при ГЕРХ застосовують у разі тривалого та неефективного консервативного лікування, повторних кровотеч, стриктур стравоходу, стравоходу Баррета та підозр на малігнізацію, параезофагеальних та великих аксіальних килах стравохідного отвору діафрагми, у випадку повторних аспіраційних пневмоній, при поєднанні ГЕРХ з бронхіальною астмою і рефрактерності до адекватної антирефлюксної терапії, а також у випадку особистого бажання хворого. Найчастіше при ГЕРХ виконується фундоплікація по Ніссану, яка особливо ефективна при закиді жовчі у стравохід, для запобігання післяопераційної дисфагії проводиться часткова фундоплікація (операція по Toupet), виконується також лапароскопічна фундоплікація, перевагами якої є відсутність розрізу та швидше відновлення хворих після операції, а недоліком — частіша поява післяопераційної дисфагії. У випадку стравоходу Баррета з високою дисплазією застосовуються також езофагектомія, ендоскопічна абляція, ендоскопічна резекція, коагуляція аргоновою лампою слизової оболонки стравоходу. У літературі описано застосування методик ендоскопічної гастропластики, радіочастотної терапії стравохідно-шлункового з'єднання та імплантація полімерних матеріалів у стравохідно-шлункове з'єднання. Жодна із цих методик не має доведеної ефективності, а імплантація полімерів вилучена із переліку методів лікування ГЕРХ із міркувань безпеки.